# Hans-Jürgen Gebhardt

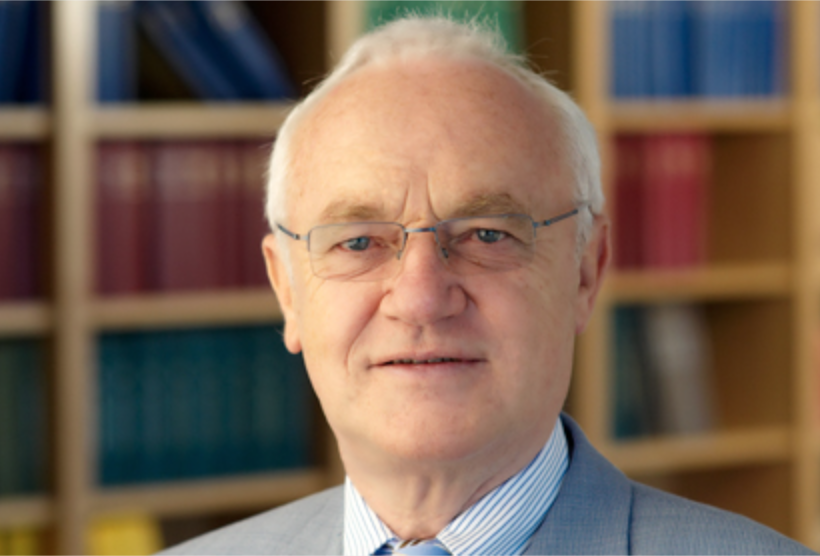
Hans-Jürgen Gebhardt (2014)

Hans-Jürgen Gebhardt (* 18. April 1945 in Homburg) ist ein deutscher Fachanwalt für Verkehrsrecht, Fachanwalt für Strafrecht, Justizrat und Gründer der Rechtsanwaltskanzlei Gebhardt & Kollegen in Homburg.

## Leben
Nach seinem Studium der Theologie und Rechtswissenschaft in Heidelberg, Frankfurt am Main und Saarbrücken leistete er sein Referendariat am Oberlandesgericht in Zweibrücken ab. Daneben war er an der Universität des Saarlandes als wissenschaftlicher Assistent für Prof. Schuhmacher am Lehrstuhl für bürgerliches Recht tätig.
Als Anwalt ließ sich Gebhardt 1975 in seiner Heimatstadt Homburg nieder. Bis Juni 2017 war er Vertragsanwalt des ADAC München. Seit 1982 ist er im Vorbereitungsausschuss des Deutschen Verkehrsgerichtstages und seit 1984 Dozent der Deutschen Anwaltsakademie in Berlin. Von 1985 bis 2006 war er Vorsitzender der ARGE der Verkehrsanwälte in Berlin. 1986 gründete er in Homburg die Anwaltskanzlei Gebhardt&Kollegen, die heute eine der größten Kanzleien im saarpfälzischen Raum ist.
Im Jahr 1989 wurde Gebhardt mit dem Ehrenzeichen des Deutschen Anwaltvereins (Berlin) ausgezeichnet. Im Jahre 1995 erhielt er die Zulassung als Fachanwalt für Strafrecht, die Zulassung als Fachanwalt für Verkehrsrecht folgte 2005. Von 1997 bis 2017 unterstützte er als Syndikus den ADAC Saarland. Von 2001 bis 2009 war er Vizepräsident des Deutschen Verkehrsgerichtstages in Goslar. Er war Mitglied im Arbeitskreis Recht des Gesamt-ADAC.
Die saarländische Landesregierung verlieh ihm im Jahre 2003 den Titel Justizrat wegen besonderer Verdienste um die Rechtspflege. Es folgten im Jahre 2005 die Verleihung der Ehrenmedaille durch den Oberbürgermeister der Stadt Homburg und eine Festschrift zu Ehren von Rechtsanwalt Rechtsanwalt Justizrat H.-J. Gebhardt der Arbeitsgemeinschaft für Verkehrsrecht, Berlin.
Hans-Jürgen Gebhardt ist Mitglied im wissenschaftlichen Beirat der Zeitschrift für Schadensrecht (ZfS) und hat zahlreiche weitere ehrenamtliche Funktionen inne. Er ist Vorsitzender des Ausschusses Fachanwalt/Fachanwältin für Verkehrsrecht der Rechtsanwaltskammer des Saarlandes sowie Mitglied der entsprechenden Fachausschüsse für Strafrecht sowie Versicherungsrecht. Außerdem ist er Dozent bei zahlreichen Fortbildungsveranstaltungen, u. a. auch bei Fachanwaltslehrgängen. Er ist als Verkehrsrechtler regelmäßig als Experte im Fernsehen zu sehen und darüber hinaus wird sein Rat auch in Printmedien und im Radio häufig angefragt.
2018 wurde er mit der Senator-Lothar-Danner-Medaille ausgezeichnet.

## Trivia
1999 stufte die Zeitschrift Focus ihn erstmals als einen der führenden Verkehrsrechtsanwälte Deutschlands ein. Dies wiederholte sich in den Jahren 2018, 2016, 2015, 2014 und 2013. Nach einer vom Magazin Wirtschaftswoche veranlassten Untersuchung gehörte er 2009 zu den besten 20 Verkehrsanwälten Deutschlands.